# Выборы в Европейский парламент в Италии (2014)
Выборы в Европейский парламент в Италии прошли 25 мая 2014 года и стали восьмыми европейскими выборами в стране. На выборах была избрана итальянская делегация, состоящая из 73 депутатов.
По сравнению с предыдущими европейскими выборами 2009 года в результате подписания Лиссабонского договора в декабре 2009 года делегация Италии была увеличена с 72 до 73 депутатов.

## Избирательная система
Европейские выборы в Италии проходят по партийным спискам согласно пропорциональному представительству и места распределяются между партиями, преодолевшими 4%-й избирательный барьер, по методу Д’Ондта. Имеется 5 округов.